# 斯坦頓縣 (內布拉斯加州)
斯坦頓縣（英語：Stanton County）是美國內布拉斯加州東部的一個縣。面積1,067平方公里。根據美國2000年人口普查，共有人口6,455人。縣治斯坦頓 (Stanton)。
成立於1855年3月6日 （原名Izard，1862年1月10日改名），縣政府成立於1867年1月23日。縣名紀念司法部長、戰爭部長埃德溫·M·斯坦頓。